# Imre Payer
Imre József Payer, ungarisch auch Imre Perényi, (* 1. Juni 1888 in Sopron, Österreich-Ungarn; † 16. August 1957 in Győr) war ein ungarischer Fußballspieler und -trainer, der in den 1910er Jahren zur Stammformation der ungarischen Nationalmannschaft gehörte und mit dem Ferencvárosi TC drei Meistertitel gewann.

## Vereinskarriere
Imre Payer kam im Jahr 1910 von Győr nach Budapest, wo er sich dem FTC anschloss und gemeinsam mit Gyula Rumbold eines der stärksten Defensivpaare seiner Zeit bildete. Der linke Verteidiger konnte vor allem durch seine physische Stärke und Kampfkraft überzeugen, daneben verfügte er über einen gefürchteten Schuss, den er insbesondere bei Freistößen aus größerer Distanz zur Anwendung brachte.
Bei den Grün-Weißen spielte er in einer Mannschaft mit Gáspár Borbás, Imre Schlosser, István Tóth-Potya und Zoltán Blum und gewann 1911 auf Anhieb den Meistertitel, dem in den folgenden Jahren zwei weitere sowie ein Cupsieg folgten. Ab Mitte des Jahrzehnts übernahm der MTK die führende Rolle im ungarischen Fußball, so dass Payer danach zu keinen weiteren Titeln mehr kam.
Im Jahr 1919 wechselte er wie viele ungarische Spieler zu dieser Zeit nach Wien und schloss sich dem Wiener AC an. Dort konnte er jedoch nicht überzeugen und kam nur auf zwei Einsätze in der Meisterschaft. In einer Saisonrückschau wurde er als eine der größten Enttäuschungen im Wiener Fußballsport bezeichnet, von dessen ehemals hervorragenden Fähigkeiten nur noch das geölte Mundwerk übrig geblieben war. Payer kehrte nach Budapest zurück und beendete seine Karriere beim Zuglói AC.

## Nationalmannschaft
Sein Debüt in der Nationalmannschaft gab Payer im November 1911, als er bei einem 2:0 gegen Österreich als linker Läufer zum Einsatz kam. Bald rückte er jedoch auch im Nationalteam in die Verteidigung zurück, wo er ebenfalls an der Seite von Rumbold spielte. Bei den Olympischen Spielen 1912 gehörte er zum Aufgebot der Ungarn, die nach einer Auftaktniederlage gegen England die Trostrunde gewannen.
Letztmals kam er im Oktober 1918 bei einem 3:0 gegen Österreich zum Einsatz, wobei er neben Károly Fogl spielte und in diesem Spiel zwei Tore aus Elfmetern erzielte. Insgesamt vertrat er Ungarn 21-mal international und schoss dabei vier Tore.

## Trainerkarriere
Im Jahr 1921 übersiedelte Payer nach Italien, wo er eine Trainerlaufbahn einschlug, die beinahe drei Jahrzehnte dauern sollte. In den 1920er Jahren betreute er mehrere erstklassige Vereine wie Brescia Calcio, die SG Andrea Doria, den FC Modena und Atalanta Bergamo. Später war er vor allem bei zweit- und drittklassigen Vereinen wie Calcio Lecco, der US Carrarese und Falck Sesto San Giovanni tätig, ehe er seine Karriere in den frühen 1950er Jahren beendete.

## Erfolge
- Ungarischer Meister: 1910/11, 1911/12, 1912/13
- Ungarischer Pokalsieger: 1913